# Marchesinia madagasa
Marchesinia madagasa là một loài Rêu trong họ Lejeuneaceae. Loài này được Stephani mô tả khoa học đầu tiên năm 1912.